# Boophis jaegeri
Boophis jaegeri is een kikker uit de familie gouden kikkers (Mantellidae). De soort werd voor het eerst wetenschappelijk beschreven door Frank Glaw en Miguel Vences in 1992; ze is vernoemd naar Friedhelm Jäger. De soort behoort tot het geslacht Boophis.

## Leefgebied
De kikker is endemisch in Madagaskar. De soort komt onder andere voor op Nosy Be en Sahamalaza en leeft op een hoogte tot de 800 meter boven zeeniveau.

## Beschrijving
Mannetjes zijn ongeveer 30 millimeter lang en de lengte van vrouwtjes is niet bekend. De rug is groen met talrijke kleine, donkere en witte, maar ook enkele groene, vlekken. De buik is gelig en de keel heeft een groenachtige kleur.